# Terminator 2: Judgment Day (игра)
Terminator 2: Judgment Day (T2: Terminator 2 Judgment Day) — компьютерная игра в жанре action. Является одной из частей серии игр о роботе Терминаторе и продолжением игры The Terminator. Основывается на фильме «Терминатор 2: Судный день».

## Сюжет
Несмотря на различия в игровом процессе, версии игры сходны по сюжетным композициям.
2029 год. Суперкомпьютер Скайнет выходит из-под контроля и провоцирует ядерную войну, заканчивающуюся противостоянием машин и людей. Повстанцы отправляют в прошлое, в 1995 год, киборга Терминатора T-800. Он должен найти и защитить будущего лидера сопротивления, Джона Коннора, от более совершенного робота Т-1000, посланного Скайнетом.

## Игровой процесс

### Amiga, Amstrad CPC, Atari ST, Commodore 64, DOS, ZX Spectrum
Игра представляет собой платформер с элементами вертикального скролл-шутера и логических игр. В игре применяется двухмерная графика, а также графика с использованием режима top-down (вид сверху).

### Mega Drive/Genesis, SNES
Игра представляет собой платформер с горизонтальным скроллингом с элементами изометрической проекции и состоит из шести уровней-локаций. Герой игры — киборг Т-800. Основной задачей игрока является пройти каждый из уровней от начала до конца, уничтожая врагов, преодолевая разнообразные препятствия и собирая полезные предметы. Также в ходе уровней нужно отыскивать специальные предметы, необходимые для дальнейшего прохождения (например, ящики с черепами терминаторов, элементы электропитания или номер телефона Джона Коннора). На некоторых уровнях персонаж перемещается на мотоцикле. В начале игры протагонист безоружен, однако позднее появляется возможность использовать различное оружие (такое как, например, дробовик или пистолет). Оружие и боеприпасы к нему можно получить, уничтожив противника.
Персонаж обладает конечным запасом здоровья (максимальное значение которого равно 100 единицам). После того, счётчик здоровья обнуляется, выдаётся дополнительное здоровье (50 единиц). По истечении дополнительного здоровья персонаж погибает и игра заканчивается. И свершается Судный день.

### Game Boy
Версия игры для карманной консоли Game Boy является платформером с элементами логических игр. В игре использовано два вида графического оформления: двухмерная графика и изометрическая проекция.
Игра состоит из нескольких уровней, на которых присутствуют враги и препятствия, а также боссы; на каждом уровне нужно выполнить какое-либо задание (например, отключить силовое поле или отыскать и перепрограммировать Т-800). На выполнение некоторых заданий даётся ограниченное количество времени. Уровни сопровождаются комментариями Сары и Джона Конноров.
В игре представлены два героя — Джон Коннор и Т-800. Джон Коннор доступен в игре начиная с первого уровня; он вооружён автоматом, с помощью которого уничтожает врагов — пушки, терминаторов, летающих роботов и др. Киборг Т-800 становится доступен после перепрограммирования; он вооружён дробовиком.
Основное сражение с Т-1000 происходит в конце игры, на заводе по переработке металла. Сначала киборг по внешнему виду напоминает человека, а затем, получив некоторые повреждения, трансформируется в человекообразное существо из жидкого металла. Задачей игрока является сбросить монстра в чан с расплавом.

### Game Gear, NES, Master System
Уровни в игре выполнены с использованием двухмерной графики и изометрической проекции (псевдотрёхмерность). Как и в других версиях, в каждом из четырёх уровней нужно выполнить определённое задание (например, раздобыть оружие, спасти Сару Коннор, уничтожить Т-1000). В основе этих заданий лежит то или иное место действия фильма — психиатрическая лечебница, завод по переработке металла и т. д. Есть одно отличие между версиями NES и Sega Master System это то, что у версии Сега мастер систем и Гейм гир отсутствует второй уровень с погоней Т-1000 и Т-800 - кто первым доберётся до Джона.